# Tan Jinzhuang
Tan Jinzhuang (27 de janeiro de 2003) é uma jogadora de hóquei sobre a grama chinesa.

## Carreira
Jinzhuang nasceu em 27 de janeiro de 2003 no condado de Kaijiang, Dazhou, China. Ela frequentou a Escola Primária Yifu em Dachuan, Dazhou. Em 2015, aos 12 anos, ela começou sua carreira no hóquei em campo no Dazhou Sports School. Em 2018, ela fez parte da equipe que representa a Dazhou No. 13º Jogos Provinciais de Sichuan. Ela competiu nos 2º Jogos Juvenis em 2019, ajudando sua equipe a ficar em segundo lugar, e em 2021, ela competiu nos 14º Jogos Nacionais representando Shaanxi, com sua equipe ficando em sexto lugar.
Jinzhuang compete pelo clube de Sichuan. Em novembro de 2022, ela fez parte de equipes vencedoras do Campeonato Nacional Feminino de Hóquei em Campo e do Campeonato Nacional Juvenil de Hóquei Feminino. para a seleção nacional feminina de hóquei em campo da China pela primeira vez. Jinzhuang levou seu clube a repetir o campeonato nacional em 2023. Ela também competiu internacionalmente pela China nos Jogos Asiáticos de 2023 e no Campeonato Mundial de 2023.
Nos Jogos Olímpicos de Verão de 2024, em Paris, conquistou a medalha de prata no torneio feminino do hóquei sobre a grama, após confronto na final contra a equipe holandesa por pênaltis.